# Philip Labonte
Philip Labonte (15 aprile 1975) è un cantante statunitense, attuale cantante degli All That Remains, precedentemente è stato negli Shadows Fall.

## Biografia
Debuttò nella band Perpetum Doom all'età di diciannove anni e mezzo suonando death metal.
Lasciò la band nel 1996 dopo aver pubblicato un demo nel 1995, Sorrow's End, e diventò successivamente voce della band metalcore Shadows Fall.
Registrò con loro l'album di debutto Somber Eyes to the Sky nel 1997 con la "Lifeless Records". Più tardi disse che sarebbe stato l'unico album con la band e decise di prendere un'altra via.
Nel 1998 formò la sua attuale band, gli All That Remains, debuttando con l'album Behind Silence and Solitude pubblicato nel 2002 con la Prosthetic/Razor & Tie. Hanno prodotto in seguito altri quattro album, This Darkened Heart nel 2004, The Fall of Ideals nel 2006,  Overcome nel 2008 e For We Are Many nel 2010
Nel 2010 collabora con la cantante finlandese Tarja Turunen (ex vocalist dei Nightwish) nel suo album What Lies Beneath, con la quale registra la canzone Dark Star.

## Discografia

### Shadows Fall
- 1997 - To Ashes
- 1998 - Somber Eyes to the Sky

### All That Remains

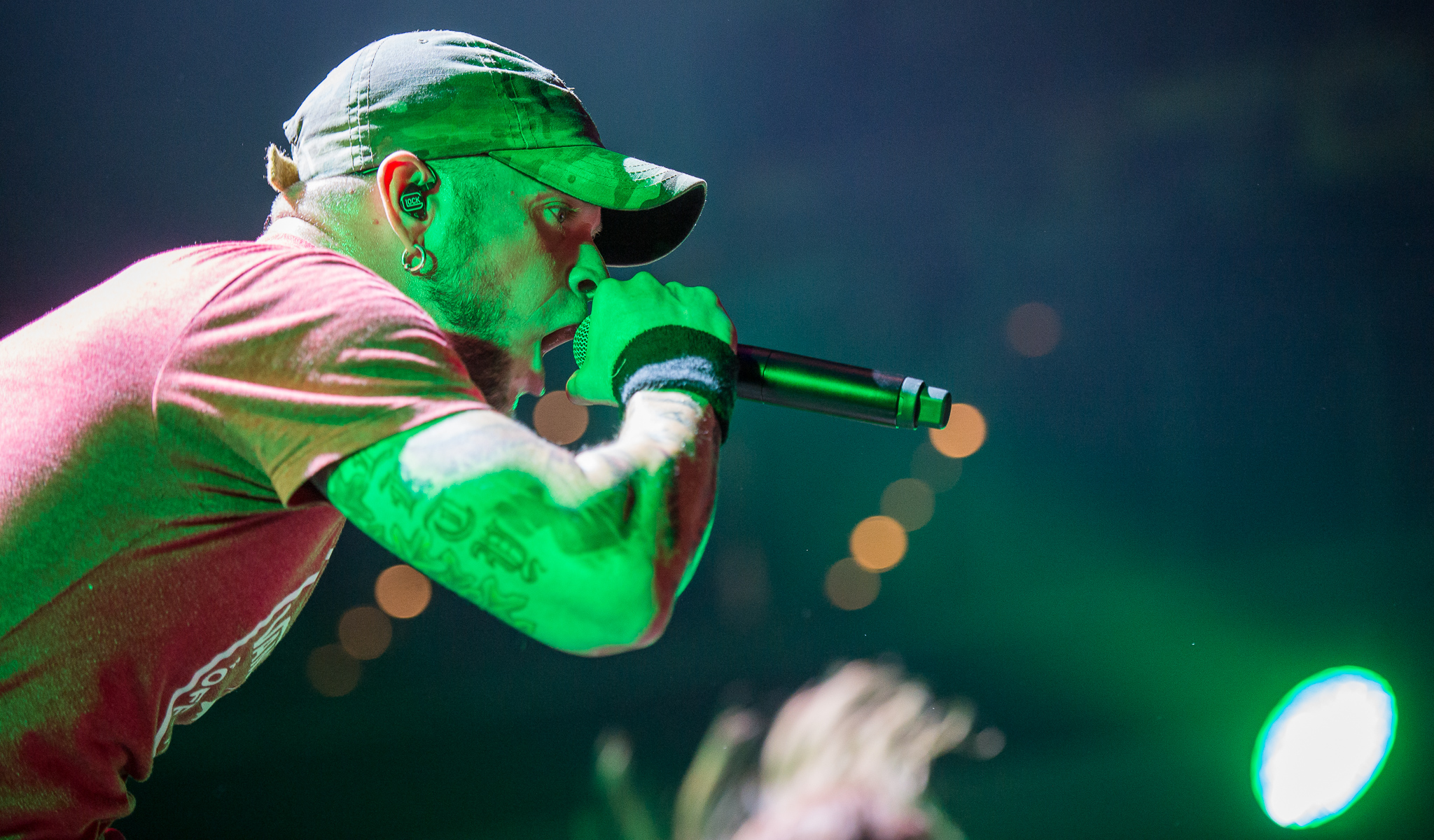
Philip Labonte nel 2015

- 2002 - Behind Silence and Solitude
- 2004 - This Darkened Heart
- 2006 - The Fall of Ideals
- 2008 - Overcome
- 2010 - For We Are Many
- 2012 - A War You Cannot Win
- 2015 - The Order of Things
- 2017 - Madness
- 2018 - Victim of the New Disease

### Collaborazioni
- 2010 - Dark Star (feat. Tarja Turunen)